# Jean Lequeu
Ne doit pas être confondu avec Jean-Jacques Lequeu.
Jean Lequeu, né le 20 juillet 1948 à Verviers et mort le 8 décembre 2017 dans la même ville, est un peintre, dessinateur, sculpteur, coloriste de bande dessinée et enseignant belge francophone.

## Biographie
Jean Lequeu naît le 20 juillet 1948 à Verviers,. Son père était le dernier tailleur de Verviers.
C'est un artiste polymorphe. Il utilise différentes techniques artistiques pour réaliser ses œuvres. Il travaille l’aquarelle, l’acrylique, les encres de couleur et le papier mâché. Son inspiration lui vient de l'univers de la bande dessinée, avec rencontres d'auteurs comme René Hausman, Bissot ou Paul Deliège, ou celui du théâtre, pour lequel il a beaucoup travaillé au début de sa carrière, ainsi que du cinéma et la littérature.

### En bande dessinée
Pour le Festival international de la bande dessinée de Durbuy, il crée la statuette à l'effigie du personnage Chlorophylle créé par Raymond Macherot, remise en récompense du Grand Prix de ce festival en 1985.
Comme coloriste de bande dessinée, il réalise la mise en couleur de trois albums de 1986 à 1990. Pour l'auteur de bande dessinée Mittéï, il s'emploie à ce travail sur l'album intitulé Zanzan sabots d'or au pays des Sotês, publié par les éditions liégeoises H. Dessain en 1988 et pour Guy Counhaye, il met en lumière Gorr, le loup et autres récits fantastiques d'après Marcellin La Garde aux mêmes éditions en 1986 ainsi que le premier tome de Professeur Stratus intitulé : Le Tombeau des neiges, publié aux Éditions Le Lombard en 1990.
En 1993, il réalise les masques des comédiens et figurants pour le spectacle de rue sur le thème légendaire du 
Chat volant dans le ciel de Verviers.

### FresqueLa Page
Comme artiste d'art urbain, il réalise la fresque qui orne l'école des devoirs La Page, quelques années après la création de l'école au 9 Rue Hombiet à Verviers en 1996. Elle est réalisée dans un style ludique, joyeux et dynamique, très accessible aux enfants. En tant que jeune garçon, Lequeu a fréquenté ici l'ancienne école communale de garçons,.

### La statue duChat volantà Verviers

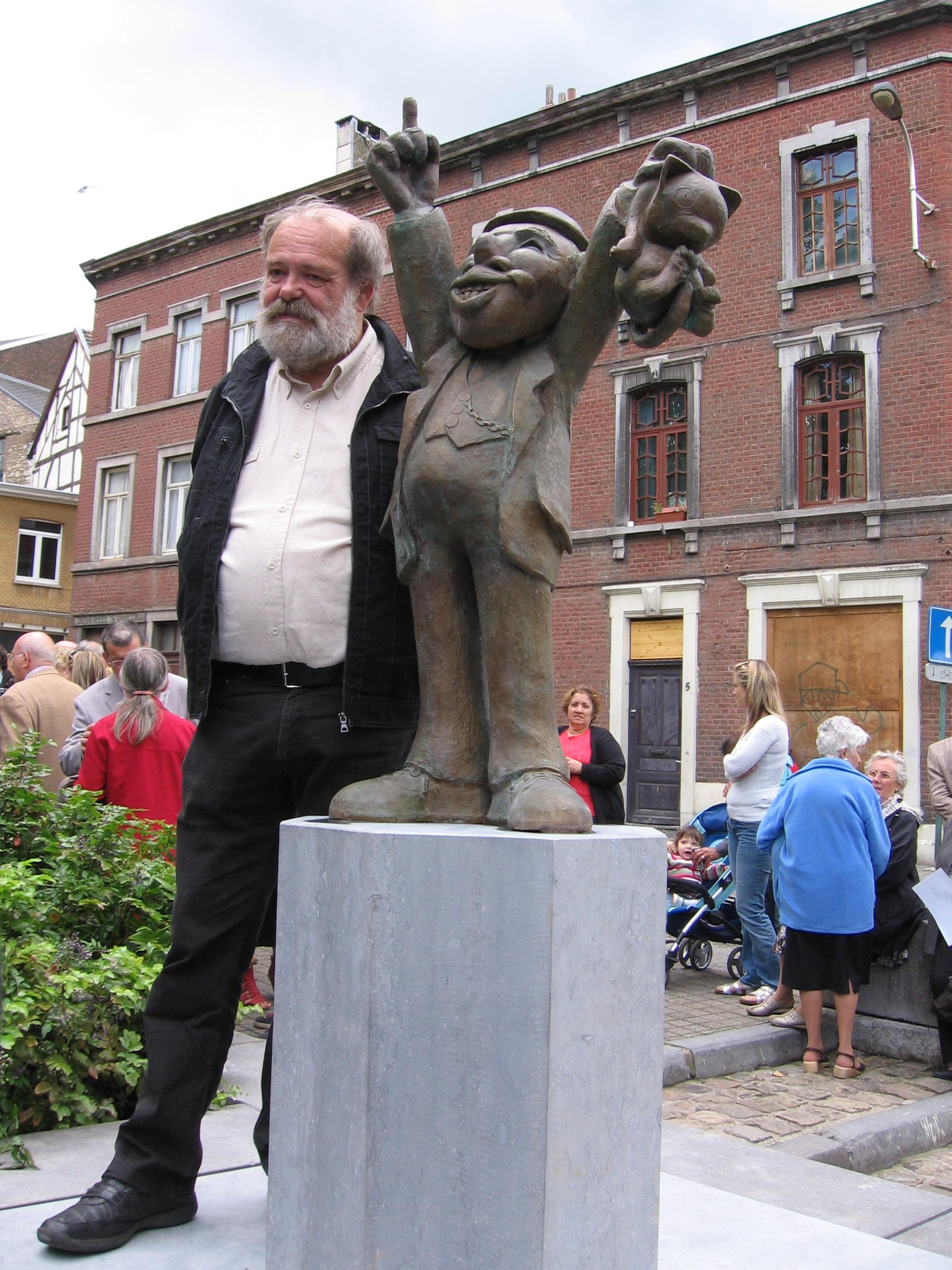
Inauguration de la statue du Chat volant réalisée par Jean Lequeu en 2011.

En 2010, il termine la réalisation de la statue du Chat volant. Dans le cadre du 75e anniversaire du Rotary, ce club fait don à la ville de Verviers de cette statue d'une hauteur d'un mètre vingt, basée sur un socle de 75 cm qui bénéficie d'une illumination, installée rue Bouxhate en 2011. La statue en bronze représente Monsieur Saroléa et son chat. L'artiste explique sa réalisation : « Il pointe un doigt vers le ciel pour représenter son désir de voler et dans l'autre main, il tient le célèbre chat. En dessinant les personnages, j'ai tenté de respecter la tradition tout en apportant des touches personnelles de l'art de la BD. ».
Le 18 juin 2011, la statue qui se veut rigolarde et bien dans le ton de la représentation folklorique du personnage est inaugurée. En février 2024, la statue est vandalisée.

### Enseignement
Il est professeur à l'Académie royale des beaux-arts de Liège pendant plus de 30 ans.

### Mort
Il meurt le 8 décembre 2017 à Verviers, à l'âge de 69 ans,.

### Vie privée
Il résidait à Andrimont. Il était l'époux de Françoise Villers.

### Hommages
Sa veuve et son ami le photographe Jacques Spitz montent l'exposition rétrospective Jean Lequeu tenue au Musée des Beaux-Arts et de la Céramique à Verviers d'octobre 2019 au 5 janvier 2020,. L'exposition réunit plus de 350 pièces faisant découvrir son univers particulier où cohabitent des personnages aux formes généreuses et d'autres provenant de contes et légendes et des animaux parmi d'autres. Parmi ses tableaux figurent des œuvres dans la mouvance des intimistes verviétois de la fin du XIXe au début XXe siècle. Pendant les deux mois de l'exposition, une série d'animations autour de l'univers de Jean Lequeu est mise sur pied.

### Parentèle
Il est le petit-cousin germain de René Hausman. Certaines sources mentionnent erronément qu'il est le cousin germain, le neveu ou encore le filleul de René Hausman.

## Analyse
Selon Philippe Delaite, professeur à l'Académie royale des Beaux-Arts de Liège : « Un artiste dont l’œuvre pourrait se rattacher à la lignée des artistes de la région verviétoise, comme Raymond Macherot ou René Hausman, qui ont donné vie à tout un petit monde peuplé de personnages tantôt inquiétants tantôt attendrissants. Jean Lequeu a très tôt tourné le dos au circuit des galeries, des expositions et des vernissages. C’est dans la discrétion et avec une assiduité sans faille qu’il a bâti tout un univers peuplé de centaines de « trognes à faire dégeler la banquise », un univers fantastique de figures à la rondeur épanouie, aux couleurs chatoyantes et à l’apparente bonhomie ; des figures hilares aux gros nez et aux grandes dents, des êtres qui nous fixent de leurs grands yeux écarquillés… Des animaux et des personnages qui, quelquefois, ne peuvent pas toujours dissimuler une certaine gravité. »

## Œuvre

### Comme coloriste d'albums de bande dessinée

#### One-shots
- Gorr, le loup, et autres récits fantastiques d'après Marcellin La Garde, H. Dessain, coll. « Légendes », Liège, 1986
Scénario et dessin : Guy Counhaye - Couleurs : Jean Lequeu -  (ISBN 2-502-00150-1) — adaptation de Marcellin La Garde.
- Zanzan sabots d'or au pays des Sotês, H. Dessain, Liège, 1988
Scénario et dessin : Mittéï - Couleurs : Jean Lequeu -  (ISBN 2-502-00183-8),d'après le conte wallon de Jean Bosly. Traduit en wallon liégeois sous le titre Zanzan sabots-d'ôr a payis dès Sotês : sorlon l'fave è walon d'à Jean Bosly (ISBN 2-502-00182-X).

#### Professeur Stratus
- 1. Le Tombeau des neiges, Le Lombard, Bruxelles, juin 1990
Scénario et dessin : Guy Counhaye - Couleurs : Jean Lequeu -  (ISBN 2-8036-0887-1)

### Littérature d'enfance et de jeunesse
- Avec Guy Counhaye aux textes, illustrations de Jean Lequeu, Gakken.

### Illustrations
- (wa) Pol Noël (ill. Jean Lequeu et Raymond Héroufosse), Lu Biésse dè Stâneûs. Lu traque èt l'Coûr dè Coucou (Istwêre veûre) : La Bête du Staneux. La battue et la Cour du Coucou, Verviers, Librairie l'Île Ouverte, coll. « Histoire véritable », 1989 (lire en ligne)

### Expositions individuelles
- Jean Lequeu[30], Musée des Beaux-Arts et de la Céramique, Verviers d'octobre 2019 au 5 janvier 2020 ;
- Jean Lequeu (1948-2017) : Peintre, illustrateur, sculpteur[15], Galerie HVL, Verviers, du 14 octobre au 4 novembre 2023.

### Collections publiques
- Les Campeurs[20], Musée Piconrue, Bastogne.

## Postérité
La journaliste Cathy Massart de la RTBF écrit : « C’était un homme discret qui ne cherchait pas la renommée à tout prix. [...] La couleur était une chose très importante pour lui comme la bonhomie des personnages qui sont toujours ronds, charnus et bien vivants. C’est une caractéristique de ses œuvres. »
Selon Caroline Henry, directrice des Musées de Verviers : « C’était un artiste qui n’aimait pas beaucoup exposer en public. Il l’a fait dans diverses galeries dans les années nonante puis il s’est un peu retiré de cet univers. C’est certainement pour cela qu’on le connait un peu moins que d’autres artistes de son époque. »